# پادره پیو
پیو پیترلچینای قدیس (به ایتالیایی: Pio da Pietrelcina)‏ (۲۵ مه ۱۸۸۷–۲۳ سپاتمبر ۱۹۶۸) یک کشیش کاتولیک کاپوچین ایتالیایی بود که توسط کلیسای کاتولیک قدیس اعلام شد. وی با نام فرانچسکو فورجیونه زاده شد اما پسینترها نام پیوس (به ایتالیایی: Pio) را برای خود برگزید و پس از پیوستن به کاپوچینها به پدر پیو شهره شد. عمده شهرتش برای این است که حدود پنجاه سال از مرگش می‌گذرد ولی جسد وی هنوز سالم است. ودلیل دیگر آن برای ظهور استیگماتا در بدنش بود. وی فرزند گرازیو ماریو فورجیونه (۱۸۶۰–۱۹۴۶) و ماریو جوزپا دی نوزیو فورجیونه (۱۸۵۹–۱۹۲۹) بود و در ۲۵ مه ۱۸۸۷ در قصبه پیترلچینا در جنوب ایتالیا به دنیا آمد و والدین وی کشاورز و دهاتی بودند.

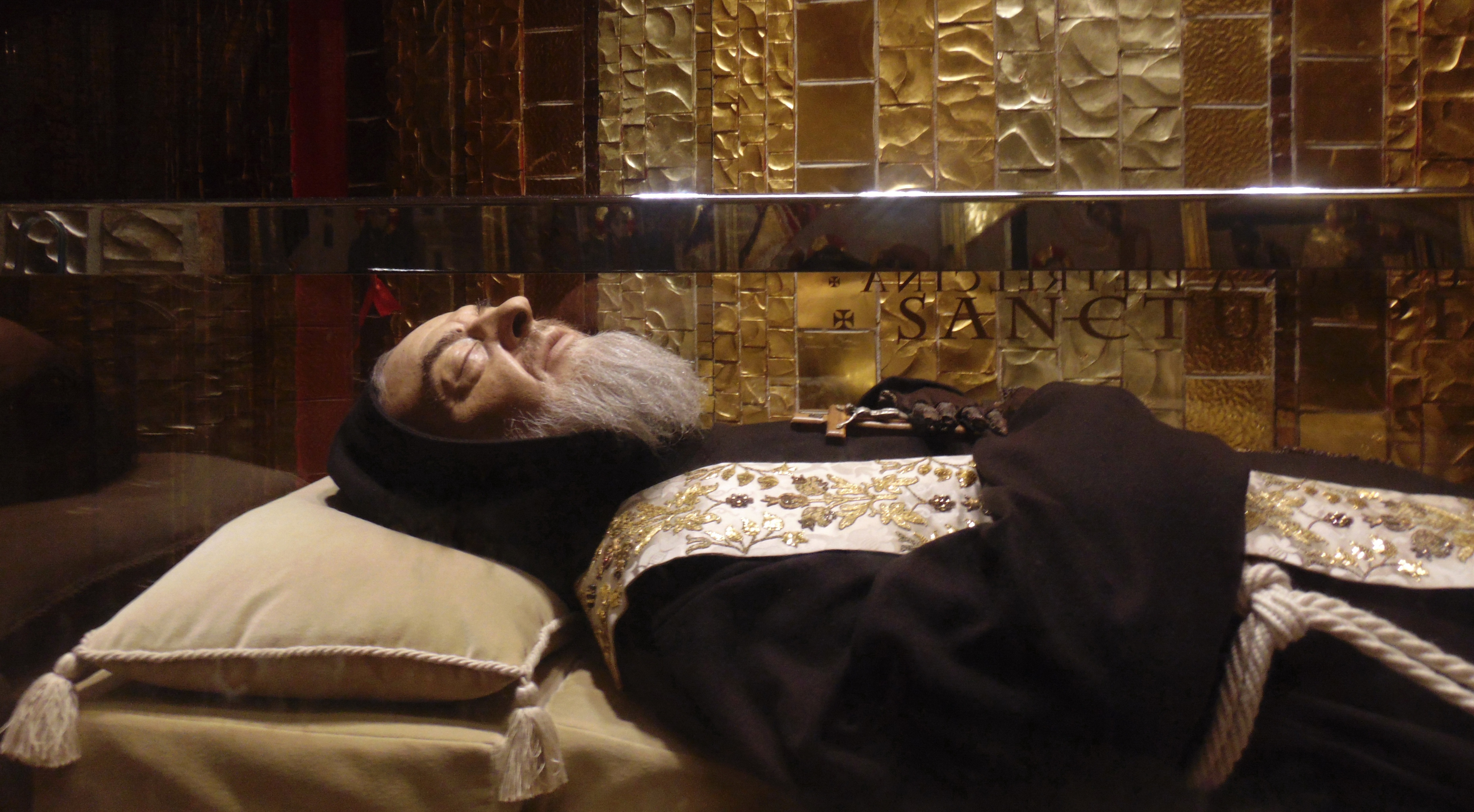
جسد سالم مانده پادره پیو در پیترلچینا

## زندگی

### کودکی

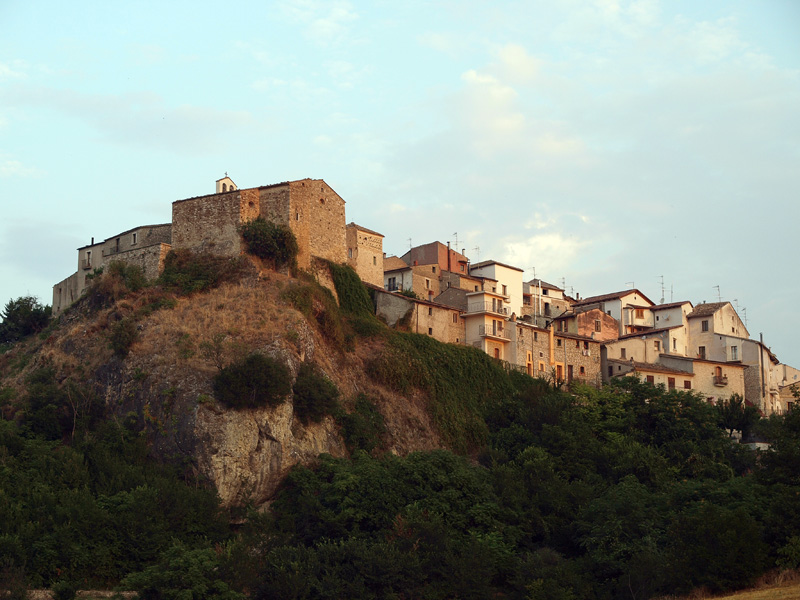
شهر پیترچینا، محل تولد پادره پیو

در ۲۵ می ۱۸۸۷، چهارمین فرزند گرازیو فورجیونه و ماریا جوزپا د نونزیو در پیترلچینا، استان و اسقف نشین بنونتو به دنیا آمد. روز بعدی او را با نام فرانچسکو تعمید دادند.
در پنج سالگی، زمانی که خود را متعهد به وقف همیشگی به خداوند می‌سازد، خدمتی مذهبی را حس می‌کند. در همین سنین خود را با توبه تسلیم می‌کند، خود را از حملات شریر حفظ می‌کند و در خلسه و تصوراتی آسمانی تسلی می‌یابد.
برای تحصیل کردن و حمایتش، کار کردن خانواده تنها در پیترچینا کافی نیست و برای همین پدر گرزیو تصمیم می‌گیرد تا به خارج از کشور مهاجرت کند.

### آغاز خدمت
در همین حال، انتخاب فرانچسکو طرحی واضح است. می‌خواهد تا «برادری با ریش» همچون برادر کامیلو از سن ایلیا آپیانیتزی شود، فقیری که اغلب دیده می‌شد که در سرزمینش صدقه می‌خواهد. اما در نوآموزی کاپوچین‌ها مکان ممکنه‌ای وجود نداشت. اقوام و دوستان سعی می‌کنند تا او را متقاعد کنند که به خانواده مذهبی دیگری بپیوندد. در نهایت مکانی آزاد شده و در ۶ ژانویه ۱۹۰۳ فرانچسکو فورجونه در نوآموزی کاپوچین‌ها در منطقه مذهبی سن آنجلو فوجیا (امروزه سن آنجلو و پادره پیو نامگذاری شده‌است) در مارکونه، استان بنِوِنتو و چند کیلومتری پیترچینا داخل می‌شود.
۲۲ ژانویه پیش رو از شاگردی لباس راهبی به تن کرد و نام برادر پیو را گرفت. درست یک سال بعد در ۲۷ ژانویه ۱۹۰۷ بعد از پیشه موقت با نظرهایی که به‌طور قطعی تثبیت شد به سن ایلیا آپیانیزی در نزدیکی کومپاباسو فرستاده شد.
چندین بار به دلایل سلامتی، این راهب جوان مجبور به ترک صومعه و تحصیل شد. پزشکان به او توصیه کردند که برای تنفس هوای محله بومی‌اش به پیترلچینا بازگردد. در واقع، در آنجا علائم فروکش می‌کرد، اما نه به دلایلی که پزشکان فرض می‌کردند.

در ۱۰ اوت ۱۹۱۰، کاپوچین تنها بیست و سه سال داشت، در ۱۰ آگوست ۱۹۱۰، به لطف اسقف اعظم پائولو شینوسی از بخش اسقفی سریر مقدس، به عنوان کشیش منصوب شد. چهار روز بعد پادره پیو اولین مراسم عشای ربانی خود را در کلیسای محلی پیترلچینا برگزار کرد. او در تصویر یادگاری به عیسی می‌نویسد:
آنها تنها کلمات آن وضعیت نبود. در واقع «بارها» «به خداوند قربانیها را برای فقرای گنهکار و پاکسازی روح‌ها» تقدیم می‌کرد. و دیری نگذشت که پاسخی را دریافت کرد.

### استیگماتا و اتهام
در طول چند هفته اولین ظواهر استیگماتا قابل دیدن و به نوعی در دستان تأیید شد، اما به خاطر اینکه روح از چنین پدیده‌ای بسیار دچار خودواپرسی شده بود، خدا را برای این‌گونه پدیده قابل دیدن به‌طور مستمر دعا می‌کرد. دعا اجابت شد. سوراخ‌ها ناپدید می‌شوند، اما درد تیر کشیدنی که احساس می‌کرد به نوعی در بعضی موقعیت‌ها و ایام خاصی حسش می‌کرد. در همین دوره خداوند به راهب درد تاج خار و شلاق‌هایش را اهدا کرد.

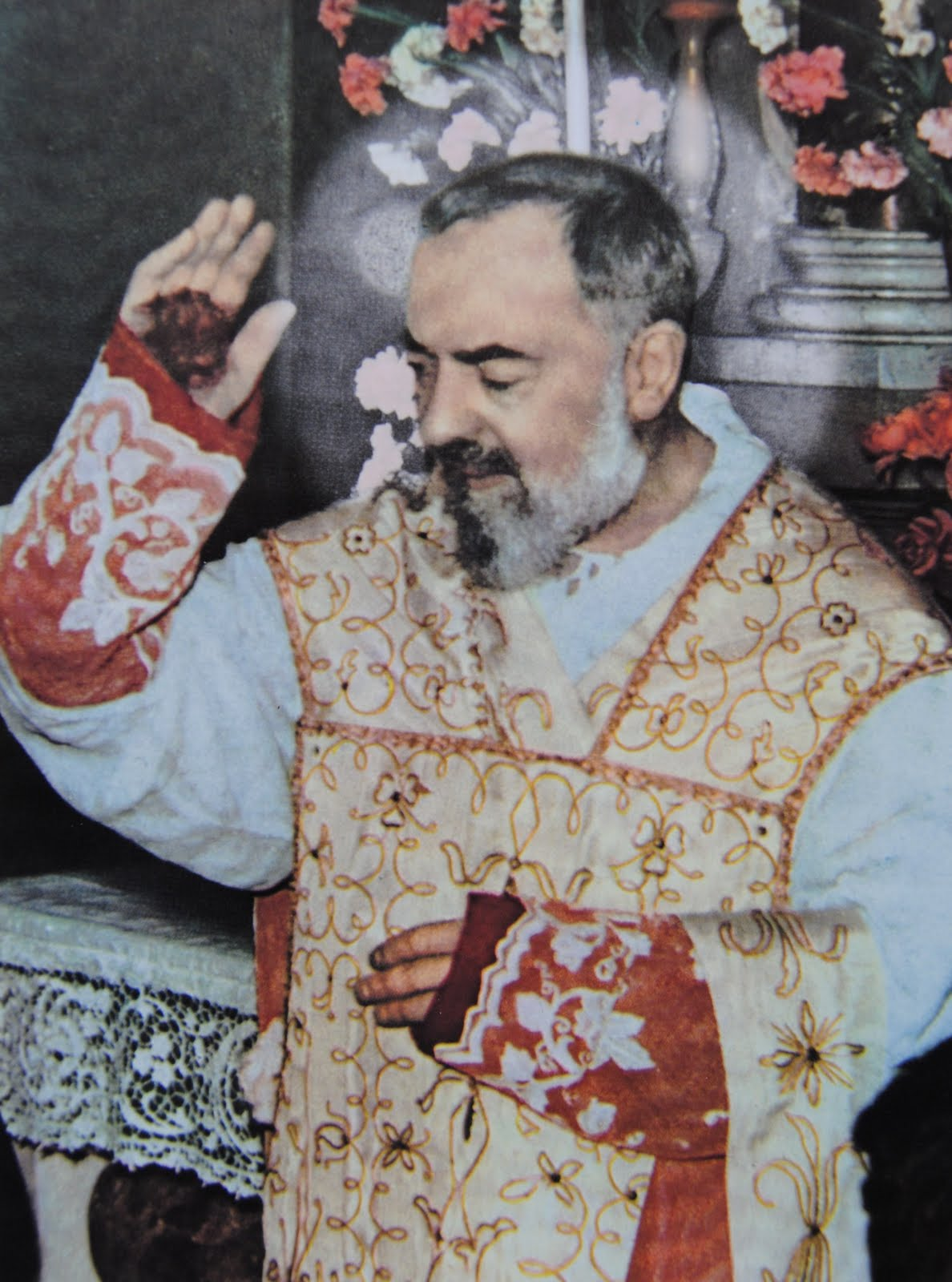
دستان زخمی پادره پیو، نشانه‌های استیگماتا

۶ نوامبر ۱۹۱۵، در طول جنگ جهانی اول تجربه خدمت نظامی او آغاز شد، نشانه‌های سه دوره طولانی بهبود بخاطر تشدید بیماری مرموزش با تب ۵۲ درجه‌ای پدید آمد. کابوس آزمون نهایی ۱۶ مارس ۱۹۱۸، بخاطر خشکی ریه مضاعف تغییر می‌کند.
در طول یکی از این دوره‌های بهبود پادره پیو در دیر فوجیا ساکن می‌شود. پیشوای روحانی منطقه و پدر روحانی او را ناگزیر می‌کنند، در بندیکت سن مارکو از لامیس، متقاعد شدند که بیماریش پدیده‌ای از شریر است تا که او را از صومعه دور نگاه دارند. با این حال راهب جوان در فوجیا از تب شدید بسیار رنج می‌برد. ۲۸ ژوئیه ۱۹۱۶ محافظ صومعه سن جووانی روتوندو، پدر پائولینو دا کازاکالندو، او را با خود به دهکده گارگانیکو برد و در آنجا تسکین یافت. بخاطر اینکه این ترخیص را کسب کرد که «موقتاً» تا به ۴ سپتامبر بماند. در عوض برای همیشه در آنجا باقی می‌ماند.
حدود ۵ تا ۷ آگوست ۱۹۱۸ پدیده روحانی همه‌جانبه‌ای را زیست می‌کند: یک «شخصیت آسمانی» با تمامی خشونت در روح، ورقه آهنی بسیار بلندی با نقطهٔ بشدت تیزی را بسوی او پرتاب کرده و او را می‌سوزاند.
سپس در ۲۰ سپتامبر در کلیسای کوچک صومعه‌ای شخصیت مرموزی همچون آنکه شب ۵ آگوست دیده بود بر او ظاهر شد اما با دستان و پاها و قفسه سینه‌ای که از آن خون می‌چکید. در پایان رویت نیز دستان و پاها و قفسه سینه شکافته شده و خون می‌چکید.
خبر استیگماتا از همان سال متوالی پخش شد و تجمع زائران آغاز شد. از ۱۹۱۹ تا ۱۹۲۰، به دستور مافوق‌ها، پادره پیو سه شخص برجسته پزشکی عصر خود را دیدار کرد: پرفسور رومانی و بینیامی و دکتر فستا.
همهمه و تهمت باعث تلاش برای انتقال پادره پیو به صومعه دیگری می‌شود. اما واکنش مردمی مانع اجرای آن می‌شود. در ماه می ۱۹۳۱، دفتر مقدس پادره پیو را از تمام دانشکده‌های مربوط به وزارت کشیشان محروم کرد، به استثنای مراسم عشای ربانی که او فقط می‌توانست به‌طور خصوصی در کلیسای داخلی صومعه برگزار کند.

### تأسیس بیمارستان و ادامه اتهامات و وخامت

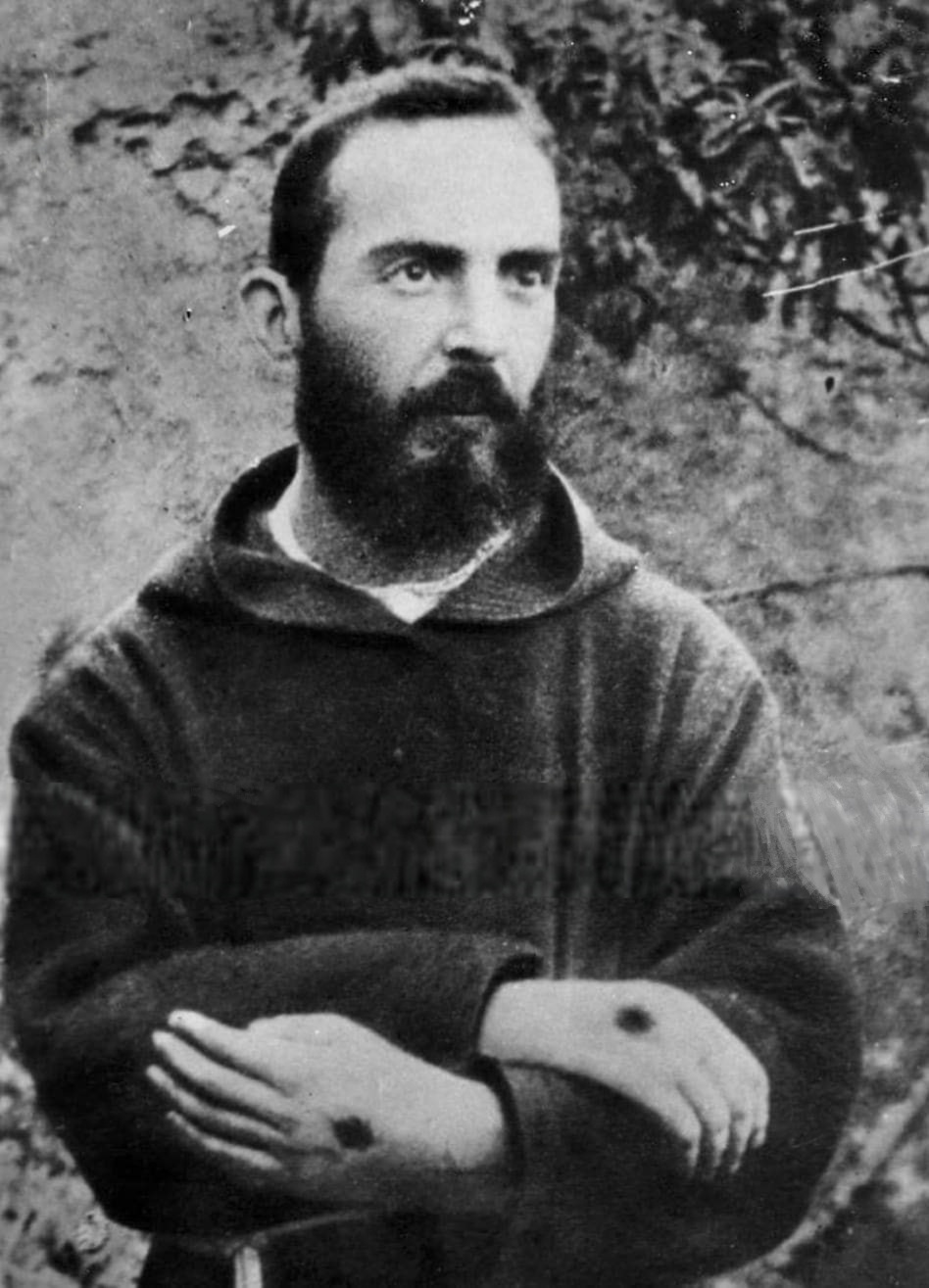
پادره پیو در حال نشان دادن استیگماتا بر روی دستان.

ممنوعیت‌ها در ۱۴ جولای ۱۹۳۳ منحط شد. برادر روحانی برای همیشه به زندگی خود بازگشت: قربانی مقدس در صبح، سپس خدمت اعتراف گناه تا ساعت ۱۶ روز برای رهایی برادران راهب از بندهای شیطان. در زمانهای سکوت تا پاسی از شب دعا می‌کرد.
در ۱۹۴۰ ایده تأسیس «خانه تسکین فقرا» در پادره پیو شکل گرفت. اولین سنگ در ۱۶ می ۱۹۴۷ پایه گذارده شد. در همان دوره اولین گروه‌های دعا پدید آمدند.
در ابتدای آپریل ۱۹۴۸ در میان زائرانی که به سن جووانی روتوندو می‌آمدند کشیش لهستانی جوانی بود که به پادره پیو اعتراف گناه کرد. نام او کارل وُیتیوا بود.
در ۱۹۵۲ سراسقف کاپوچین‌ها برآورد کرد که کلیسای صومعه در برابر تعداد بیشمار مومنانی که در مراسم قربانی مقدس شرکت می‌کنند بسیار کوچک است. در ۱۹۵۴ پدر پیو در بیرون، فضای جلوی کلیسا شروع به برگزاری مراسم کرد. از ژانویه ۱۹۵۵ شروع به ساخت کلیسای جدید بزرگتری کردند، سپس در اول جولای ۱۹۵۹ توسط اسقف فوجیا، اسقف پائولو کارتا تقدیس شد. پادره پیو حضور نداشت چراکه در بیمارستان بستری شده بود.
۵ می ۱۹۵۶ خانه تسکین فقرا تأسیس شد. سال بعدی پادره پیو از پاپ خواست که مدیریت بیمارستان به جماعت رهبانیت فرانسیسکن سپرده شود که سهام به بانک واتیکان سپرده شود و همچنین پس از مرگش سریر مقدس اهدای کمک مالی به خانه تسکین فقرا را قبول کند. پدر مقدس تمام آنها را قبول کرد.

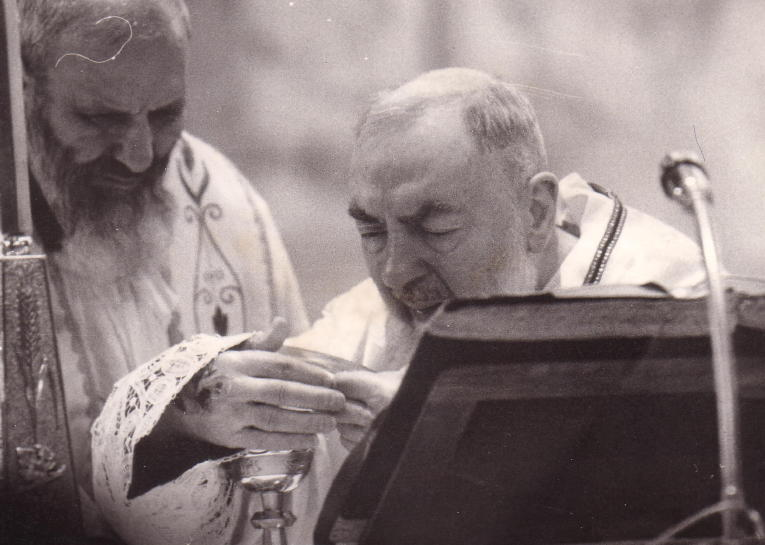
پادره پیو در طول آیین عشای ربانی

در ۱۹۶۰ اتهامات جدید سراسقف کاپوچین‌ها را بر آن داشت که از پاپ جان بیست و سوم بخواهند تا از سن جووانی روتوندو و خانه تسکین فقرا دیداری رسولی کند. این وظیفه به اسقف اعظم کارلو ماکاری سپرده شد. پس از تکمیل آزمایش عملکردها با دیدار رسولی، برخی نظم‌ها به اجرا درآمد، در بین آنها ممنوعیت بر کشیشان و به دلایل دیگر اسقفان در خدمت کردن به مراسم پدر بود و وظیفه‌ای برای کاپوچین‌ها که مراسم قربانی مقدس را در زمان محدودی که در آستانه خدمت کشیشان وفادار می‌باشد یعنی در نیم ساعت یا حداکثر ۴۰ دقیقه بوده و به‌طور تغییرناپذیری هرروزه در ساعتی ثابت باشد. محدودیت‌ها چند ماه بعد توسط پاپ جدید، پل ششم، پس از انتخاب شدن او، لغو شد.

### وخامت و درگذشت
در ۱۹۶۶ شرایط سلامتی پادره پیو وخیم شد، که تسلط توانایی برگزاری مراسم به‌طور نشسته را بدست آورد. در ماه مارس ۱۹۶۸ ناچار شد که خود را روی صندلی چرخدار جابجا کند.
در ساعت پنج صبح ۲۲ سپتامبر پادره پیو آخرین قربانی‌مقدسش را برگزار کرد، که در طول آن بخاطر افت فشار خون از هوش رفت. به اتاقچه قربانگاه منتقل شد و با نفس تنگی تکرار می‌کرد: «فرزندانم، فرزندانم!» در ساعت نه همان روز مباشر رسولی منطقه مذهبی، پدر کلمنت از سانتا ماریا در پونتا، گورابه‌ای که توسط روحانی کلیسای بزرگ بوجود آمده بود را تقدیس کرد. در ساعت ۱۸ پادره پیو به جمعیتی که در کلیسا جمع شده بودند، برکت می‌دهد. این آخرین حضور عمومی او بود.
در ساعت ۲:۳۰ صبح ۲۳ سپتامبر پادره پیو فوت می‌کند.
نام عیسی و مریم را به‌طور پیوسته تکرار می‌کرد. در طول کنترل معاینه بدن این کاپوچین، به محض اینکه فوت می‌کند، کشف می‌شود که استیگماتا بدون بجای گذاشتن اثری غیب شده‌است. بیش از این حفظ نشده‌است. خدمت کشیش و قربانی تمام شده‌است.

## قدیس اعلام شدن

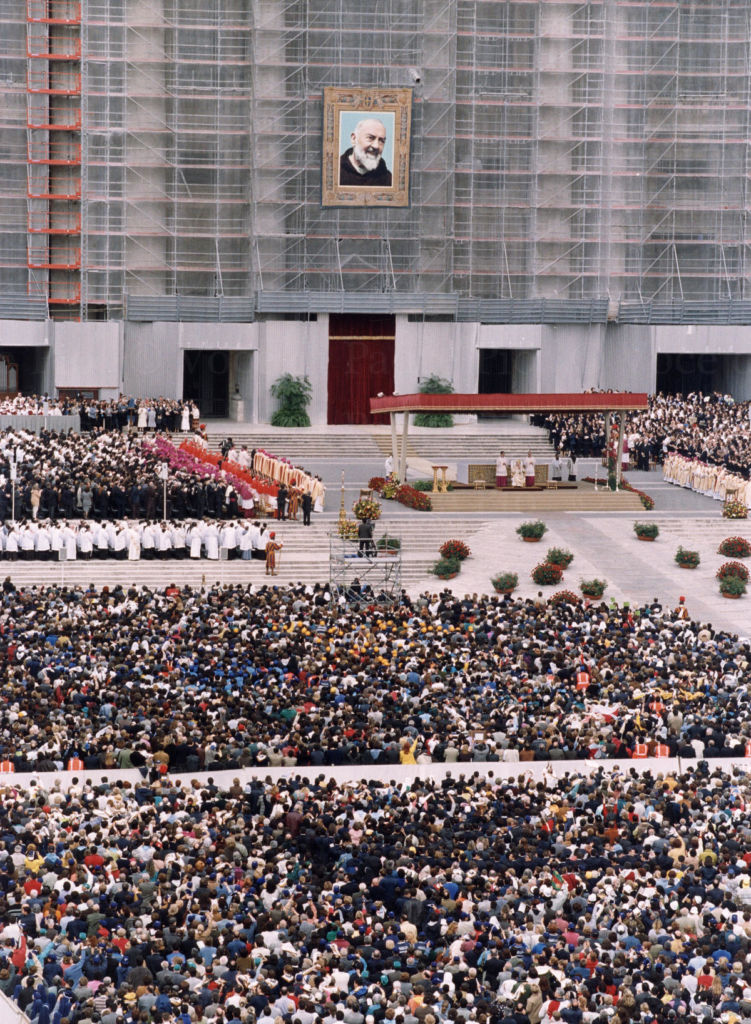
روز قدیس خواندن پادره پیو در میدان سن پیتر، واتیکان

۲۰ مارس ۱۹۸۳، در زیارتگاه «سانتا ماریا دله گراتزیه» در سن جووانی روتوندو فرایند شناختی در زندگی و فضیلت‌های پادره پیو متولد فرانچسکو فورجونه به‌طور رسمی آغاز می‌شود که در ۱۹ ژانویه ۱۹۹۰ در همان مزار خاتمه می‌یابد.
۱۲ فوریه ۱۹۹۰ در سالن «سن لورنزو دا بریندیزی» اعضای عمومی برادران کهتر کاپوچین در رم، پروسه تبرک و قدیس شدن با عمل اسقف آنتونیو کازیری، نخست‌وزیر جماعت عوامل قدیسان آغاز شد.
۱۸ دسامبر ۱۹۹۷، در سنای پاپ در واتیکان با حضور پاپ جان پل دوم، حکم حماسی فضیلت پادره پیو که از زمینه «محترم» اقتباس شده بود، خوانده شد.
۲ می ۱۹۹۹ در میدان سن پیتر، جان پل دوم پادره پیو محترم را «مبارک» اعلام کرد.

۱۶ ژوئن ۲۰۰۲ پاپ جان پل دوم، پادره پیو مبارک را «قدیس» اعلام کرد.